# Aféra Írán-Contras
Aféra Írán-Contras (anglicky: Iran-Contra Affair), též známá jako Irangate, byl politický skandál v USA v roce 1987.

## Odhalení
V roce 1986 bylo zjištěno, že Reaganova administrativa prodávala ilegálně zbraně Íránu, který válčil proti Iráku v irácko-íránské válce, a z výtěžku financovala protivládní povstalce Contras v Nikaragui. Írán byl však v té době na seznamu zemí podporujících terorismus a nebylo tedy možné tam exportovat zbraně. Od tohoto postupu si administrativa slibovala, že docílí propuštění amerických rukojmí, kteří byli zadržováni v Libanonu. Aféra Írán-Contras byla největší americkou politickou aférou 80. let. Reagan tvrdil, že o ničem neví, a volal po nezávislém vyšetřování. Mezinárodní soudní dvůr konstatoval, že Spojené státy v Nikaragui porušily mezinárodní právo, protože se v rozporu s mezinárodními úmluvami a mezinárodní zvyklostí vměšovaly do vnitřních záležitostí jiného státu.

## Vyšetřování
John Tower, Edmund Muskie a Brent Scowcroft byli jmenováni Reaganem, aby utvořili komisi, která má vyšetřit skandál. Konstatovali, že prezident neměl kompletní informace o programu, a tudíž nelhal úmyslně americkému lidu. Byl však komisí kritizován za to, že na své podřízené dostatečně nedohlížel a neměl ponětí o jejich činnosti, čímž bylo umožněno financování Contras. Zpráva, kterou vypracoval Kongres, tvrdila: „Pokud prezident nevěděl, co dělali jeho poradci pro bezpečnost, měl to vědět.“ Ministr obrany Caspar Weinberger byl obviněn z křivé přísahy, ale později byl prezidentem Bushem sr. omilostněn.
Mnoho Středoameričanů kritizovalo Reagana za jeho podporu Contras a tvrdili, že to byl fanatický bojovník proti komunismu, který nehleděl na lidská práva, zatímco jiní tvrdí, že „zachránil střední Ameriku.“ Daniel Ortega, sandinistický vládce Nikaragui v letech 1979–1990, prohlásil, že doufá, že Bůh Reaganovi promine jeho „špinavou válku proti Nikaragui“.
Během vyšetřování kromě toho vyšlo najevo, že Contras s vědomím CIA propašovali do USA několik tun kokainu.